# Spirit of Eden
Spirit of Eden är det fjärde studioalbumet av den brittiska musikgruppen Talk Talk. Det lanserades 1988 på skivbolaget Parlophone. Albumet bröt ganska tydligt med gruppens tidigare musik och blev inte en lika stor försäljningsframgång som det föregående albumet The Colour of Spring. Albumet innehåller influenser från såväl klassisk musik som jazz och rockmusik och har betraktats som viktigt i utvecklingen av postrock.
Albumet fick ett polariserat mottagande, av vissa sågs det som ett mästerverk, medan andra som J.D. Considine på Rolling Stone såg det som pompöst och meningslöst.

## Låtlista
1. "The Rainbow" - 9:05
2. "Eden" - 6:37
3. "Desire" - 7:08
4. "Inheritance" - 5:16
5. "I Believe in You" - 6:24
6. "Wealth" - 6:35

## Listplaceringar
- UK Albums Chart, Storbritannien: #19[2]
- Nederländerna: #32[3]

## Fotnoter
1. ↑  https://web.archive.org/web/20110606113442/http://users.cybercity.dk/~bcc11425/RevNME240988.html
2. ↑  http://www.officialcharts.com/artist/19546/talk-talk/
3. ↑  http://dutchcharts.nl/showitem.asp?interpret=Talk+Talk&titel=Spirit+Of+Eden&cat=a